# Résolution 1357 du Conseil de sécurité des Nations unies
Membres permanents
- Chine
- États-Unis
- France
- Royaume-Uni
- Russie

Membres non permanents
- Bangladesh
- Colombie
- Irlande
- Jamaïque
- Mali
- Maurice
- Norvège
- Singapour
- Tunisie
- Ukraine

Résolution no 1356 Résolution no 1358
La résolution 1357 du Conseil de sécurité des Nations unies, adoptée à l'unanimité le 21 juin 2001, après avoir rappelé les résolutions 1031 (1995), 1035 (1995), 1088 (1996), 1103 (1997), 1107 (1997), 1144 (1997), 1168 (1998). ), 1174 (1998), 1184 (1998), 1247 (1999) et 1305 (2000), a prorogé le mandat de la Mission des Nations unies en Bosnie-Herzégovine (MINUBH) pour une période allant jusqu'au 21 juin 2002 et a autorisé les États à y participer. dans la Force de stabilisation (SFOR, l'acronyme anglais pour Stabilisation Force) dirigée par l'OTAN, pour continuer à le faire pendant encore douze mois.
Le Conseil de sécurité a souligné l'importance des accords de Dayton (Accord-cadre général) et l'importance de la Croatie, de la république fédérale de Yougoslavie (Serbie et Monténégro) et d'autres États dans le processus de paix en Bosnie-Herzégovine. La situation continue de constituer une menace pour la paix et la sécurité et le Conseil est déterminé à promouvoir une résolution pacifique du conflit.
Agissant en vertu du chapitre VII de la Charte des Nations unies, le Conseil a rappelé aux autorités de Bosnie-Herzégovine et d'autres pays leur responsabilité dans la mise en œuvre des accords de Dayton. Il a souligné le rôle du haut représentant international en Bosnie-Herzégovine dans le suivi de leur mise en œuvre. Il attache également de l'importance à la coopération avec le Tribunal pénal international pour l'ex-Yougoslavie.
Le Conseil de sécurité a félicité les pays participant aux opérations de la SFOR pendant douze mois supplémentaires ; elle serait prolongée au-delà de cette date si la situation du pays le justifie. Il a également autorisé le recours aux mesures nécessaires, notamment le recours à la force et à la légitime défense, pour garantir le respect des accords ainsi que la sécurité et la liberté de mouvement du personnel de la SFOR. Parallèlement, le mandat de la MINUBH, qui comprenait une Force internationale de police, a été prorogé jusqu'au 21 juin 2002. Les pays ont été invités à fournir une formation, des équipements et un soutien aux forces de police locales en Bosnie-Herzégovine.

## Voir également
- Guerre de Bosnie-Herzégovine
- Accords de Dayton
- Guerres de Yougoslavie